# Fujiwara no Kurajimaro
Fujiwara no Kurajimaro est un nom japonais traditionnel ; le nom de famille (ou le nom d'école), Fujiwara, précède donc le prénom (ou le nom d'artiste).
Fujiwara no Kurajimaro (藤原 蔵下麻呂, 734 – 5 août 775) est un courtisan et homme d'État japonais durant l'époque de Nara. Il est le neuvième fils de Fujiwara no Umakai.

## Carrière à la cour
Ministre au cours du règne de l'impératrice Shōtoku, il occupe les positions de hyōbu-kyō (chef militaire) et de sangi (conseiller adjoint).
Shōtoku place ses gardes du corps impériaux sous l'autorité de Kurajimaro.
En 764, Kurajimaro est à la tête des forces qui s'opposent à Fujiwara no Nakamaro, aussi appelé Emi no Oshikatsu. Nakamaro et d'autres complotent en vain avec l'empereur Junnin contre l'impératrice retirée Kōken et le moine bouddhiste Dōkyō, résultant en un affrontement militaire connu sous le nom rébellion de Fujiwara no Nakamaro.
Après que la stabilité a été restaurée, Kurajimaro est nommé responsable de l'escorte qui accompagne l'empereur Junnin dans la province d'Awaji.

## Bibliothèque
- Nussbaum, Louis-Frédéric et Käthe Roth. (2005). Japan encyclopedia. Cambridge: Harvard University Press.  (ISBN 0-674-01753-6 et 978-0-674-01753-5); OCLC 58053128
- Titsingh, Isaac. (1834). Annales des empereurs du Japon (Nihon ōdai ichiran).  Paris: Royal Asiatic Society, Oriental Translation Fund of Great Britain and Ireland. OCLC 5850691

## Source de la traduction
- (en) Cet article est partiellement ou en totalité issu de l’article de Wikipédia en anglais intitulé « Fujiwara no Kurajimaro » (voir la liste des auteurs).